# Tut Tzen
Tut Tzen är en ort i Mexiko.   Den ligger i kommunen Tampamolón Corona och delstaten San Luis Potosí, i den centrala delen av landet, 240 km norr om huvudstaden Mexico City. Tut Tzen ligger 317 meter över havet och antalet invånare är 257.
Terrängen runt Tut Tzen är kuperad västerut, men österut är den platt. Tut Tzen ligger uppe på en höjd. Runt Tut Tzen är det ganska tätbefolkat, med 58 invånare per kvadratkilometer. Närmaste större samhälle är Tanquián de Escobedo, 17,9 km öster om Tut Tzen. Omgivningarna runt Tut Tzen är en mosaik av jordbruksmark och naturlig växtlighet.